# Le Petit-Abergement
Le Petit-Abergement è un comune francese soppresso del dipartimento dell'Ain della regione dell'Alvernia-Rodano-Alpi. Dal 1º gennaio 2016 si è fuso con i comuni di Hotonnes, Le Grand-Abergement e Songieu per formare il nuovo comune di Haut-Valromey di cui è comune delegato.

## Società

### Evoluzione demografica
Abitanti censiti